# Sêmêl
Sêmêl oder Semile (kurdisch سێمێل Sêmêl; arabisch سميل, DMG Sumail) ist eine Stadt in der irakischen Provinz Dahuk und gehört zu der Autonomen Region Kurdistan. Semile liegt an einer wichtigen Straße, die den Irak mit der Türkei verbindet. Die Stadt liegt 14 km westlich von Dohuk.
Anfang des 20. Jahrhunderts war Semile ein kleines kurdisches Dorf. Nach dem Ersten Weltkrieg kamen viele Assyrer aus dem Gebiet Hakkari nach Semile. Sie waren vor den Massenmorden der Osmanen gegen die christlichen Armenier und Assyrer geflohen. Nicht lange nach der Gründung des Iraks wurden die assyrischen Einwohner wieder das Ziel von Mord und Vertreibung. Am 7. August 1933 fand das Massaker von Semile statt. Aber die Ereignisse waren nicht bloß auf Semile beschränkt, sondern auf weite Teile des Nordiraks. Es gab mindestens 3000 Opfer. Tausende Assyrer flohen nach Syrien, wo gegenwärtig 33 assyrische Dörfer im Gebiet des Chaburs liegen.
In den folgenden Jahren wuchs die Bevölkerung durch die wichtige geographische Lage der Stadt und durch die Umsiedlung von Menschen aus Nachbardörfern an. Die meisten Einwohner sind in der Landwirtschaft tätig. Andere sind Händler. Gegenwärtig leben etwa 170 assyrische Familien in Semile. Sie sind Angehörige der Chaldäisch-Katholischen Kirche und der Assyrischen Kirche des Ostens. Die chaldäische Kirche in Semile heißt „Die heilige Jungfrau Maria“, die assyrische „Kirche der Märtyrer“. Daneben gibt es noch 12 armenische Familien. Den Großteil der Bevölkerung stellen die Kurden. Seit dem Zweiten Golfkrieg ist Semile Teil der Autonomen Region Kurdistan.
1992 gründete die Universität Duhok eine Landwirtschaftsfakultät in Semile.